# كوثبرت جودوين
كوثبرت جودوين (16 أكتوبر 1891 - 23 أكتوبر 1969) (بالإنجليزية: Cuthbert Godwin)‏ هو لاعب كريكت بريطاني وبريطاني (وحمل سابقاً جنسية المملكة المتحدة لبريطانيا العظمى وأيرلندا).